# أوبيدو ماميرتينا
أوبيدو ماميرتينا هي مدينة تقع في مقاطعة ريدجو كالابريا في إيطاليا .

## أعلام
- روكي جاتيلاري